# Djevdet Bey
Djevdet Bey ou Jevdet Bey, également Cevdet Belbez (en turc moderne : Cevdet Bey) est le gouverneur du vilayet de Van de l'Empire ottoman pendant la Première Guerre mondiale et le siège de Van. Il est le beau-frère d'Enver Pacha.

## Biographie

### Rôle dans le génocide arménien
Arrivé à Van à la fin du mois de septembre 1914, il est considéré comme le responsable de nombreux massacres d'Arméniens dans et autour de Van, appliquant strictement les ordres gouvernementaux dans son territoire. Il succède au gouverneur Hasan Tahsin Bey, qui est jugé trop modéré et transféré à Erzurum en février 1915,,. Clarence Ussher, un témoin de ces événements, indique que 55 000 Arméniens ont par la suite été tués,.

## Dans la culture
Son rôle est joué par Elias Koteas dans le film d'Atom Egoyan, Ararat, sortie en 2002. Un roman de Orhan Pamuk en turc a également été publié, et traduit par Valérie Gay-Aksoy chez Gallimard.